# Pierpont-Primzahl
Eine Pierpont-Primzahl ist eine Primzahl der Form {\displaystyle 2^{u}3^{v}+1}. Mit Hilfe der Pierpont-Primzahlen lässt sich angeben, welche regelmäßigen Polygone mit Zirkel und Lineal sowie einem Hilfsmittel zur Winkeldreiteilung konstruiert werden können. Sie sind nach dem US-amerikanischen Mathematiker James Pierpont benannt.

## Definition
Eine Primzahl {\displaystyle p} heißt Pierpont-Primzahl, wenn sie von der Form
{\displaystyle p=2^{u}3^{v}+1}
ist, wobei {\displaystyle u,v\in \mathbb {N} _{0}} natürliche Zahlen sind. Die Pierpont-Primzahlen sind damit diejenigen Primzahlen {\displaystyle p}, für die {\displaystyle p-1} 3-glatt ist.

## Beispiele
Die ersten Pierpont-Primzahlen sind:
2, 3, 5, 7, 13, 17, 19, 37, 73, 97, 109, 163, 193, 257, 433, 487, 577, 769, 1153, 1297, 1459, 2593, 2917, 3457, 3889, …   (Folge A005109 in OEIS)
Die derzeit größte bekannte Pierpont-Primzahl ist
{\displaystyle 3\cdot 2^{10.829.346}+1}
mit 3.259.959 Dezimalstellen. Ihre Primalität wurde 2014 von Sai Yik Tang bewiesen.

## Eigenschaften

### Spezialfälle
- Für {\displaystyle u=0} und {\displaystyle v>0} gibt es keine Pierpont-Primzahlen, denn {\displaystyle 3^{v}+1} ist eine gerade Zahl größer als zwei und damit zusammengesetzt.
- Für {\displaystyle u>0} und {\displaystyle v=0} muss {\displaystyle u} eine Potenz von zwei sein und eine Pierpont-Primzahl ist damit eine fermatsche Primzahl.
- Für {\displaystyle u>0} und {\displaystyle v>0} hat eine Pierpont-Primzahl die Form {\displaystyle 6k+1}.

### Verteilung

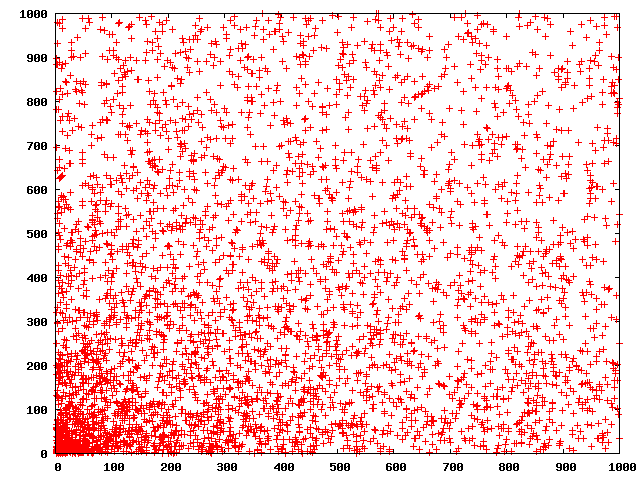
Verteilung der Exponenten der kleinen Pierpont-Primzahlen

Die Anzahl der Pierpont-Primzahlen kleiner als {\displaystyle 10,100,1000,\ldots } ist
{\displaystyle 4,10,18,25,32,42,50,58,65,72,78,83,93,106,114,125,139,\ldots }   (Folge A113420 in OEIS).
Die Anzahl der Pierpont-Primzahlen kleiner als {\displaystyle 10^{1},10^{2},10^{4},10^{8},\ldots } ist
{\displaystyle 4,10,25,58,125,250,505,1020,2075,4227,8597,17213\ldots }   (Folge A113412 in OEIS).
Andrew Gleason vermutete, dass es unendlich viele Pierpont-Primzahlen gibt. Sie sind nicht besonders selten und haben wenige Einschränkungen bezüglich algebraischer Faktorisierungen. So gibt es beispielsweise keine Bedingungen, wie bei Mersenne-Primzahlen, dass der Exponent prim sein muss. Vermutlich gibt es
{\displaystyle O(\log N)}
Pierpont-Primzahlen kleiner als {\displaystyle N}, im Gegensatz zu {\displaystyle O(\log \log N)} Mersenne-Primzahlen im gleichen Bereich.

### Faktoren von Fermat-Zahlen
Als Teil der laufenden weltweiten Suche nach Faktoren der Fermat-Zahlen, wurden bereits einige Pierpont-Primzahlen als Faktoren gefunden. Die folgende Tabelle gibt Werte für {\displaystyle m}, {\displaystyle k} und {\displaystyle n} an, sodass gilt:
{\displaystyle k\cdot 2^{n}+1{\text{ teilt }}2^{2^{m}}+1}.
Die linke Seite ist eine Pierpont-Primzahl, falls {\displaystyle k} eine Potenz von drei ist; die rechte Seite ist eine Fermat-Zahl.
| {\displaystyle m} | {\displaystyle k} | {\displaystyle n} | Jahr | Entdecker                           |
| ----------------- | ----------------- | ----------------- | ---- | ----------------------------------- |
| 38                | 3                 | 41                | 1903 | Cullen, Cunningham & Western        |
| 63                | 9                 | 67                | 1956 | Robinson                            |
| 207               | 3                 | 209               | 1956 | Robinson                            |
| 452               | 27                | 455               | 1956 | Robinson                            |
| 9428              | 9                 | 9431              | 1983 | Keller                              |
| 12185             | 81                | 12189             | 1993 | Dubner                              |
| 28281             | 81                | 28285             | 1996 | Taura                               |
| 157167            | 3                 | 157169            | 1995 | Young                               |
| 213319            | 3                 | 213321            | 1996 | Young                               |
| 303088            | 3                 | 303093            | 1998 | Young                               |
| 382447            | 3                 | 382449            | 1999 | Cosgrave & Gallot                   |
| 461076            | 9                 | 461081            | 2003 | Nohara, Jobling, Woltman & Gallot   |
| 495728            | 243               | 495732            | 2007 | Keiser, Jobling, Penné & others     |
| 672005            | 27                | 672007            | 2005 | Cooper, Jobling, Woltman & Gallot   |
| 2145351           | 3                 | 2145353           | 2003 | Cosgrave, Jobling, Woltman & Gallot |
| 2478782           | 3                 | 2478785           | 2003 | Cosgrave, Jobling, Woltman & Gallot |
| 2543548           | 9                 | 2543551           | 2011 | Brown, Reynolds, Penné & Fougeron   |

## Anwendungen
Ein regelmäßiges Polygon mit {\displaystyle N} Seiten kann genau dann mit Zirkel und Lineal sowie einem Hilfsmittel zur Winkeldreiteilung konstruiert werden, wenn {\displaystyle N} von der Form
{\displaystyle N=2^{m}3^{n}p_{1}\cdots p_{k}}
ist, wobei {\displaystyle p_{1},\ldots ,p_{k}} mit {\displaystyle k\in \mathbb {N} _{0}} verschiedene Pierpont-Primzahlen größer als drei sind. Die konstruierbaren Polygone, also die Polygone, die nur mit Zirkel und Lineal konstruiert werden können, sind hiervon Spezialfälle, bei denen {\displaystyle n=0} und {\displaystyle p_{1},\ldots ,p_{k}} verschiedene Fermat-Primzahlen sind. Die kleinste Primzahl, die keine Pierpont-Primzahl ist, ist {\displaystyle 11}. Daher ist das Elfeck das kleinste regelmäßige Polygon, das nicht mit Zirkel, Lineal und Winkeldrittelung konstruiert werden kann. Alle anderen regelmäßigen {\displaystyle n}-Ecke mit {\displaystyle 3\leq n\leq 21} können mit Zirkel, Lineal und (gegebenenfalls) einem Hilfsmittel zur Winkeldreiteilung konstruiert werden.
In der Mathematik des Papierfaltens definieren die Huzita-Axiome sechs der sieben möglichen Faltungen. Diese Faltungen reichen ebenfalls aus, jedes regelmäßige Polygon mit {\displaystyle N} Seiten zu bilden, wenn {\displaystyle N} von der obigen Form ist.

## Verallgemeinerung
Eine Pierpont-Primzahl der 2.Art ist eine Primzahl der Form {\displaystyle 2^{u}\cdot 3^{v}-1}. Die ersten Zahlen dieser Art sind:
2, 3, 5, 7, 11, 17, 23, 31, 47, 53, 71, 107, 127, 191, 383, 431, 647, 863, 971, 1151, 2591, 4373, 6143, 6911, 8191, 8747,… (Folge A005105 in OEIS)
Eine verallgemeinerte Pierpont-Primzahl ist eine Primzahl der Form {\displaystyle p_{1}^{n_{1}}\cdot p_{2}^{n_{2}}\cdot p_{3}^{n_{3}}\cdot \ldots \cdot p_{k}^{n_{k}}+1} mit k verschiedenen, immer größer werdenden geordneten Primzahlen {\displaystyle p_{1},p_{2},\ldots ,p_{k}}.
Eine verallgemeinerte Pierpont-Primzahl der 2.Art ist eine Primzahl der Form {\displaystyle p_{1}^{n_{1}}\cdot p_{2}^{n_{2}}\cdot p_{3}^{n_{3}}\cdot \ldots \cdot p_{k}^{n_{k}}-1} mit k verschiedenen, immer größer werdenden geordneten Primzahlen {\displaystyle p_{1},p_{2},\ldots ,p_{k}}.
In beiden Fällen muss {\displaystyle p_{1}=2} sein. Alle weiteren {\displaystyle p_{i}} sind ungerade Primzahlen.
Diese vorherige Aussage resultiert aus der folgenden Überlegung: Wäre p1 nicht 2, so wäre das Produkt {\displaystyle p_{1}^{n_{1}}\cdot p_{2}^{n_{2}}\cdot p_{3}^{n_{3}}\cdot \ldots \cdot p_{k}^{n_{k}}} aus ungeraden Primzahlpotenzen wieder ungerade. Wenn man dann noch 1 addiert oder subtrahiert, wäre die so erhaltene Zahl auf jeden Fall gerade und somit nicht prim.
Es folgen ein paar verallgemeinerte Pierpont-Primzahlen:
| {p1, p2, p3, …, pk} | +1                                        | OEIS-Folge              | -1                                    | OEIS-Folge              |
| ------------------- | ----------------------------------------- | ----------------------- | ------------------------------------- | ----------------------- |
| {2}                 | 2, 3, 5, 17, 257, 65537                   | (Folge A092506 in OEIS) | 3, 7, 31, 127, 8191, 131071, …        | (Folge A000668 in OEIS) |
| {2, 3}              | 2, 3, 5, 7, 13, 17, 19, 37, 73, 97, …     | (Folge A005109 in OEIS) | 2, 3, 5, 7, 11, 17, 23, 31, 47, 53, … | (Folge A005105 in OEIS) |
| {2, 5}              | 2, 3, 5, 11, 17, 41, 101, …               | (Folge A077497 in OEIS) | 3, 7, 19, 31, 79, 127, 199, …         | (Folge A077313 in OEIS) |
| {2, 3, 5}           | 2, 3, 5, 7, 11, 13, 17, 19, 31, 37, 41, … | (Folge A002200 in OEIS) |                                       |                         |
| {2, 7}              | 2, 3, 5, 17, 29, 113, 197, …              | (Folge A077498 in OEIS) | 3, 7, 13, 31, 97, 127, 223, …         | (Folge A077314 in OEIS) |
| {2, 3, 5, 7}        | 2, 3, 5, 7, 11, 13, 17, 19, 29, 31, 37, … | (Folge A174144 in OEIS) |                                       |                         |
| {2, 11}             | 2, 3, 5, 17, 23, 89, 257, 353, …          | (Folge A077499 in OEIS) | 3, 7, 31, 43, 127, 241, 967, …        | (Folge A077315 in OEIS) |
| {2, 13}             | 2, 3, 5, 17, 53, 257, 677, …              | (Folge A173236 in OEIS) | 3, 7, 31, 103, 127, 337, …            | (Folge A173062 in OEIS) |